# Asociación Belga de Críticos de Cine
La Asociación Belga de Críticos de Cine (en francés : Union de la critique de cinéma , UCC) es una organización de críticos de cine de publicaciones con sede en Bruselas, Bélgica.
La Asociación Belga de Críticos de Cine se fundó a principios de la década de 1950 en Bruselas. Su membresía incluye a críticos de cine de diarios, periódicos semanales y revistas de Bélgica.

## Categorías de Premios
- Gran Premio de la Unión de críticos del cine – desde 1954
- Premios André-Cavens – desde 1976
- Premios de la crítica - desde 2014

## Presidentes
- Marc Bussens (2017- )
- Olivier Clinckart (2011-2017)
- Stefan Eraly (2005-2011)
- Jean-François Pluijgers (2002-2005)
- Roel Van Bambost ( - 2002)
- Mia Droeshout (1991- )
- Pierre Thonon (1976-1991)
- Olivier Delville (1954-1976)